# Kubán (Briujovétskaya, Krasnodar)
Kubán (del ruso: Кубань) es un jútor del raión de Briujovétskaya del krai de Krasnodar en el sur de Rusia. Está situado 7 km al este de Briujovétskaya y 81 km al norte de Krasnodar, la capital del krai. Temía 244 habitantes en 2010.
Pertenece al municipio rural Briujovétskoye.